# Krajský přebor – Praha-město 1975/1976
V soubojích Krajského přeboru – Praha-město 1975/76, jedné ze skupin 5. nejvyšší fotbalové soutěže, se utkalo 16 týmů dvoukolovým systémem podzim – jaro. Tento ročník skončil v červnu 1976.

## Výsledná tabulka
Zdroj:
| Poř. | Tým                    | Z  | V  | R  | P  | VG | OG | B  |
| ---- | ---------------------- | -- | -- | -- | -- | -- | -- | -- |
| 1.   | TJ Bohemians Praha „B“ | 30 | 17 | 7  | 6  | 70 | 28 | 41 |
| 2.   | TJ Union Žižkov        | 30 | 16 | 7  | 7  | 42 | 27 | 39 |
| 3.   | TJ Břevnov             | 30 | 14 | 9  | 7  | 40 | 27 | 37 |
| 4.   | TJ Spartak Čelákovice  | 30 | 15 | 4  | 11 | 47 | 34 | 34 |
| 5.   | TJ Tatra Smíchov       | 30 | 14 | 6  | 10 | 41 | 38 | 34 |
| 6.   | TJ Spartak Košíře      | 30 | 11 | 11 | 8  | 38 | 29 | 33 |
| 7.   | TJ Slavoj Zbraslav     | 30 | 14 | 3  | 13 | 46 | 41 | 31 |
| 8.   | SK Brandýs nad Labem   | 30 | 11 | 8  | 11 | 30 | 39 | 30 |
| 9.   | Radotínský SK          | 30 | 13 | 3  | 14 | 48 | 46 | 29 |
| 10.  | TJ Praga Praha         | 30 | 11 | 6  | 13 | 40 | 48 | 28 |
| 11.  | TJ Sokol Říčany        | 30 | 10 | 8  | 12 | 33 | 48 | 28 |
| 12.  | SK Nusle               | 30 | 10 | 7  | 13 | 35 | 45 | 27 |
| 13.  | TJ Aritma Praha        | 30 | 9  | 6  | 15 | 38 | 52 | 24 |
| 14.  | TJ Čechie Karlín       | 30 | 9  | 5  | 16 | 41 | 66 | 23 |
| 15.  | TJ Sokol Hostivice     | 30 | 9  | 5  | 16 | 39 | 52 | 23 |
| 16.  | Slavoj Praha           | 30 | 7  | 5  | 18 | 31 | 51 | 19 |

Poznámky:
- Z = Odehrané zápasy; V = Vítězství; R = Remízy; P = Prohry; VG = Vstřelené góly; OG = Obdržené góly; B = Body

|  | Postup do Divize C 1976/77             |
|  | Sestup do příslušné I. A třídy 1976/77 |